# Nationaal park Queen Elizabeth
Het Nationaal park Queen Elizabeth is het bekendste (voor toeristen) nationale park van Oeganda. Het ligt in het westen van het land aan het Edwardmeer, het Kazingakanaal en het Georgemeer. Het park is vernoemd naar koningin Elizabeth II en is in 1954 gesticht.
Bekend is de Mweya lodge bij het Kazinga kanaal. Daar komen veel toeristen om de verschillende ijsvogels, waterbokken, nijlpaarden, buffels, olifanten, en leeuwen te zien. Het park is beroemd geworden door de grote variatie aan wilde dieren ondanks dat er veel dieren vermoord zijn tijdens de oorlog tussen Oeganda en Tanzania. Er leven meer dan 90 zoogdiersoorten en meer dan 500 verschillende vogels. De meren in en rondom dit park staan bekend om het vele papyrus. Tevens zijn er enkele mooie kraters waarin zich nu enkele zoutmeren bevinden, waar de flamingo's te vinden zijn.
Sinds 2006 is het park onder grote druk komen te staan door de instroom van duizenden veedieren. De Basongora, een volk dat bijna al haar grond kwijt is geraakt aan de regering van Oeganda en anderen en tot maart 2006 in het Virungapark van Congo woonde, werd toen uit het Virungapark gezet en trok daarop naar een 300 km² groot gebied in het Nationaal park Queen Elizabeth met hun vee. De Oegandese regering gedoogde dit en probeerde veegronden buiten het park beschikbaar te krijgen. Ondertussen maakten veel andere Oegandese herders misbruik van de situatie en trokken met hun vee het park binnen op zoek naar goede weidegronden. In juli 2007 waren er reeds ongeveer 40.000 stuks vee in het park. Dit heeft de dierenstand van met name de roofdieren (die een bedreiging kunnen vormen voor het vee en daarom vaak worden vergiftigd) enorm onder druk gezet. Veel hyena's en luipaarden zijn sindsdien verdwenen en gevreesd wordt voor het uitsterven van de leeuwen. Ook veel herbivoren als antilopes zijn echter een zeldzame verschijning geworden.
Bwindi Impenetrable Forest · 
Kibale · 
Kidepo Valley · 
Lake Mburo · 
Mgahinga Gorilla · 
Mount Elgon · 
Murchison Falls · 
Queen Elizabeth · 
Rwenzori Mountains · 
Semuliki